# Tennis als Jocs Olímpics d'estiu de 2012 - Classificació
La classificació per l'esdeveniment de tennis als Jocs Olímpics d'estiu de 2012 celebrats a Londres, Regne Unit, estaven basats en els rànquings realitzats per Association of Tennis Professionals (ATP) en categoria masculina i Women's Tennis Association (WTA) en la femenina.

## Sistema de classificació
L'organització de les proves es va realitzar conjuntament entre la Federació de Tennis Internacional (ITF), el Comitè Olímpic Internacional (COI) i l'All England Club. El criteri principal de classificació fou el rànquing de l'ATP i la WTA a dia de l'11 de juny de 2012. Els tennistes havien de pertànyer a la Federació de Tennis Internacional i havien d'haver representat el seu respectiu país en dues ocasions durant els darrers quatre anys de les Copa Davis o Copa Federació (2009-2012).
Cada Comitè Olímpic Nacional (NOC) podia escollir un màxim de sis atletes masculins i femenins, amb un màxim de quatre per cada prova individual i dues parelles per les proves de dobles. Qualsevol dels tennistes situats en les 56 primeres posicions dels rànquing eren elegibles i els comitès nacionals podien escollir algun tennista amb un rànquing menor. Els jugadors entre els deu millors del rànquing de dobles també eren elegibles i es podria seleccionar un altre jugador que fer parella sense passar el límit màxim per país.
El 26 de juny de 2012 foren anunciats tots els tennistes seleccionats per disputar els Jocs Olímpics.

## Classificats

### Individual masculí
La llista de tennistes seleccionats fou publicada el 26 de juny de 2012.
| Núm.             | Rànquing         | Jugador                 | Comitè Olímpic Nacional |
| Rànquing mundial | Rànquing mundial | Rànquing mundial        | Rànquing mundial        |
| ---------------- | ---------------- | ----------------------- | ----------------------- |
| 1                | 1                | Novak Đoković           | Sèrbia                  |
| −                | 2                | Rafael Nadal f          | Espanya                 |
| 2                | 3                | Roger Federer           | Suïssa                  |
| 3                | 4                | Andy Murray             | Gran Bretanya           |
| 4                | 5                | Jo-Wilfried Tsonga      | França                  |
| 5                | 6                | David Ferrer            | Espanya                 |
| 6                | 7                | Tomáš Berdych           | República Txeca         |
| 7                | 8                | Janko Tipsarević        | Sèrbia                  |
| 8                | 9                | Juan Martín del Potro   | Argentina               |
| 9                | 10               | John Isner              | Estats Units            |
| 10               | 11               | Nicolás Almagro         | Espanya                 |
| −                | 12               | Mardy Fish              | Estats Units            |
| 11               | 13               | Gilles Simon            | França                  |
| 12               | 14               | Juan Mónaco             | Argentina               |
| −                | 15               | Gaël Monfils h          | França                  |
| 13               | 16               | Fernando Verdasco       | Espanya                 |
| 14               | 17               | Feliciano López f       | Espanya                 |
| 15               | 18               | Kei Nishikori           | Japó                    |
| −                | 19               | Aleksandr Dolhopòlov    | Ucraïna                 |
| 16               | 20               | Richard Gasquet         | França                  |
| 17               | 21               | Milos Raonic            | Canadà                  |
| 18               | 22               | Stanislas Wawrinka      | Suïssa                  |
| −                | 23               | Marcel Granollers       | Espanya                 |
| 19               | 24               | Andreas Seppi           | Itàlia                  |
| 20               | 25               | Marin Čilić             | Croàcia                 |
| 21               | 26               | Radek Štěpánek          | República Txeca         |
| 22               | 27               | Bernard Tomic           | Austràlia               |
| 23               | 28               | Julien Benneteau h      | França                  |
| −                | 29               | Florian Mayer           | Alemanya                |
| −                | 30               | Kevin Anderson          | Sud-àfrica              |
| 24               | 31               | Mikhaïl Iujni           | Rússia                  |
| 25               | 32               | Andy Roddick            | Estats Units            |
| 26               | 33               | Viktor Troicki          | Sèrbia                  |
| −                | 34               | Philipp Kohlschreiber l | Alemanya                |
| 27               | 35               | Jürgen Melzer           | Àustria                 |
| −                | 36               | Pablo Andújar           | Espanya                 |
| 28               | 37               | Carlos Berlocq          | Argentina               |
| −                | 38               | Juan Carlos Ferrero     | Espanya                 |
| 29               | 39               | David Nalbandian        | Argentina               |
| 30               | 40               | Robin Haase             | Països Baixos           |
| 31               | 41               | Denis Istomin           | Uzbekistan              |
| 32               | 42               | Markos Bagdatís         | Xipre                   |
| −                | 43               | Albert Ramos            | Espanya                 |
| 33               | 44               | Santiago Giraldo        | Colòmbia                |
| 34               | 45               | Jarkko Nieminen         | Finlàndia               |
| 35               | 46               | Alex Bogomolov Jr.      | Rússia                  |
| 36               | 47               | Nikolai Davidenko       | Rússia                  |
| 37               | 48               | Donald Young b          | Estats Units            |
| 38               | 49               | Mikhaïl Kukuixkin       | Kazakhstan              |
| 39               | 50               | Łukasz Kubot            | Polònia                 |
| −                | 51               | Michaël Llodra          | França                  |
| 40               | 52               | Ryan Harrison           | Estats Units            |
| 41               | 53               | Gilles Muller           | Luxemburg               |
| 42               | 54               | Go Soeda                | Japó                    |
| −                | 55               | Jérémy Chardy           | França                  |
| −                | 56               | Ivo Karlović j          | Croàcia                 |
| 43               | 57               | Lu Yen-Hsun             | República de la Xina    |
| 44               | 58               | Lukáš Lacko             | Eslovàquia              |
| −                | 59               | Benoît Paire            | França                  |
| 45               | 60               | Martin Klizan           | Eslovàquia              |
| 46               | 61               | Olivier Rochus          | Bèlgica                 |
| −                | 62               | Leonardo Mayer          | Argentina               |
| 47               | 63               | Fabio Fognini           | Itàlia                  |
| 48               | 64               | David Goffin            | Bèlgica                 |
| −                | 65               | Nicolas Mahut           | França                  |
| 49               | 66               | Dmitri Tursúnov         | Rússia                  |
| −                | 67               | Édouard Roger-Vasselin  | França                  |
| 50               | 68               | Tatsuma Ito             | Japó                    |
| 51               | 69               | Ivan Dodig              | Croàcia                 |
| 52               | 70               | Alejandro Falla         | Colòmbia                |
| 53               | 71               | Steve Darcis            | Bèlgica                 |
| 54               | 72               | Grígor Dimitrov         | Bulgària                |
| Places ITF       |                  |                         |                         |
| 55               | 73               | Malek Jaziri            | Tunísia                 |
| 56               | 76               | Thomaz Bellucci         | Brasil                  |
| 57               | 79               | Adrian Ungur            | Romania                 |
| 58               | 80               | Blaž Kavčič             | Eslovènia               |
| 59               | 85RP             | Somdev Devvarman        | Índia                   |
| 60               | 86               | Serhí Stakhovski        | Ucraïna                 |
| 61               | 103              | Vasek Pospisil          | Canadà                  |
| 62               | 205              | Lleyton Hewitt          | Austràlia               |
| Suplents         |                  |                         |                         |
| 63               | 144              | Philipp Petzschner j    | Alemanya                |
| 64               |                  | Vishnu Vardhan l        | Índia                   |

RP Rànquing protegit

### Individual femení
La llista de tennistes seleccionades fou publicada el 26 de juny de 2012.
| Núm.                             | Rànquing         | Jugadora                    | Comitè Olímpic Nacional |
| Rànquing mundial                 | Rànquing mundial | Rànquing mundial            | Rànquing mundial        |
| -------------------------------- | ---------------- | --------------------------- | ----------------------- |
| 1                                | 1                | Maria Xaràpova              | Rússia                  |
| 2                                | 2                | Viktória Azàrenka           | Belarús                 |
| 3                                | 3                | Agnieszka Radwańska         | Polònia                 |
| 4                                | 4                | Petra Kvitová               | República Txeca         |
| 5                                | 5                | Samantha Stosur             | Austràlia               |
| 6                                | 6                | Serena Williams             | Estats Units            |
| 7                                | 7                | Caroline Wozniacki          | Dinamarca               |
| −                                | 8                | Marion Bartoli              | França                  |
| 8                                | 9                | Angelique Kerber            | Alemanya                |
| 9                                | 10               | Sara Errani                 | Itàlia                  |
| 10                               | 11               | Li Na                       | Xina                    |
| 11                               | 12               | Dominika Cibulková          | Eslovàquia              |
| 12                               | 13               | Vera Zvonariova             | Rússia                  |
| 13                               | 14               | Ana Ivanović                | Sèrbia                  |
| 14                               | 15               | Sabine Lisicki              | Alemanya                |
| −                                | 16               | Kaia Kanepi e               | Estònia                 |
| 15                               | 17               | Flavia Pennetta             | Itàlia                  |
| −                                | 18               | Andrea Petkovic g           | Alemanya                |
| 16                               | 19               | Maria Kirilenko             | Rússia                  |
| 17                               | 20               | Roberta Vinci               | Itàlia                  |
| 18                               | 21               | Lucie Šafářová              | República Txeca         |
| 19                               | 22               | Jelena Janković             | Sèrbia                  |
| 20                               | 23               | Nàdia Petrova               | Rússia                  |
| 21                               | 24               | Daniela Hantuchová          | Eslovàquia              |
| 22                               | 25               | Julia Görges                | Alemanya                |
| 23                               | 26               | Petra Cetkovská             | República Txeca         |
| 24                               | 27               | Francesca Schiavone         | Itàlia                  |
| 25                               | 28               | Anabel Medina Garrigues     | Espanya                 |
| 26                               | 29               | Christina McHale            | Estats Units            |
| −                                | 30               | Monica Niculescu d          | Romania                 |
| 27                               | 31               | Peng Shuai                  | Xina                    |
| 28                               | 32               | Zheng Jie                   | Xina                    |
| −                                | 33               | Svetlana Kuznetsova         | Rússia                  |
| −                                | 34               | Anastassia Pavliutxénkova   | Rússia                  |
| 29                               | 35               | Klára Zakopalová            | República Txeca         |
| 30                               | 36               | Mona Barthel g              | Alemanya                |
| −                                | 36RP             | Alona Bondarenko i          | Ucraïna                 |
| 31                               | 37               | Yanina Wickmayer            | Bèlgica                 |
| 32                               | 38               | Carla Suárez Navarro        | Espanya                 |
| 33                               | 38RP             | Ágnes Szávay c              | Hongria                 |
| 34                               | 39               | Tsvetana Pironkova          | Bulgària                |
| 35                               | 40               | Simona Halep                | Romania                 |
| −                                | 41               | Ksenia Pervak               | Kazakhstan              |
| −                                | 42               | Petra Martić k              | Croàcia                 |
| −                                | 43               | Chanelle Scheepers          | Sud-àfrica              |
| 36                               | 44               | Polona Hercog               | Eslovènia               |
| 37                               | 45               | María José Martínez Sánchez | Espanya                 |
| 38                               | 46               | Marina Erakovic             | Nova Zelanda            |
| 39                               | 47               | Venus Williams              | Estats Units            |
| 40                               | 48               | Sofia Arvidsson             | Suècia                  |
| 41                               | 49               | Shahar Pe'er                | Israel                  |
| 42                               | 50               | Kim Clijsters               | Bèlgica                 |
| 43                               | 51               | Sorana Cîrstea              | Romania                 |
| 44                               | 52               | Varvara Lepchenko           | Estats Units            |
| −                                | 53               | Iveta Benešová              | República Txeca         |
| −                                | 54               | Iekaterina Makàrova         | Rússia                  |
| 45                               | 55               | Galina Voskobóieva          | Kazakhstan              |
| 46                               | 56               | Aleksandra Wozniak          | Canadà                  |
| −                                | 57               | Sloane Stephens             | Estats Units            |
| 47                               | 58               | Tamira Paszek               | Àustria                 |
| −                                | 59               | Vania King                  | Estats Units            |
| −                                | 60               | Barbora Záhlavová-Strýcová  | República Txeca         |
| 48                               | 61               | Irina-Camelia Begu          | Romania                 |
| 49                               | 62               | Iaroslava Xvédova           | Kazakhstan              |
| 50                               | 63               | Urszula Radwańska           | Polònia                 |
| 51                               | 64               | Sílvia Soler Espinosa       | Espanya                 |
| 52                               | 65               | Hsieh Su-Wei                | República de la Xina    |
| 53                               | 66               | Katerina Bondarenko         | Ucraïna                 |
| −                                | 67               | Lucie Hradecká              | República Txeca         |
| 54                               | 68               | Timea Babos de              | Hongria                 |
| −                                | 69               | Romina Oprandi              | Suïssa                  |
| 55                               | 70               | Anna Tatishvili i           | Geòrgia                 |
| Places ITF                       |                  |                             |                         |
| 56                               | 71               | Alizé Cornet                | França                  |
| 57                               | 76               | Anne Keothavong             | Gran Bretanya           |
| 58                               | 91               | Elena Baltacha              | Gran Bretanya           |
| 59                               | 111              | Heather Watson i            | Gran Bretanya           |
| 60                               | 117              | Mariana Duque Mariño e      | Colòmbia                |
| 61                               | 330              | Ons Jabeur                  | Tunísia                 |
| Comissió Tripartit d'Invitacions |                  |                             |                         |
| 62                               | 176              | Verónica Cepede Royg a      | Paraguai                |
| 63                               | 236              | Stephanie Vogt a            | Liechtenstein           |
| Suplents                         |                  |                             |                         |
| 64                               | 114              | Laura Robson k              | Gran Bretanya           |

RP Rànquing protegit

### Dobles masculins
La llista de parelles seleccionades fou publicada el 26 de juny de 2012.
| Núm.             | Parella                 | Parella               | Comitè Olímpic Nacional |
| Rànquing mundial | Rànquing mundial        | Rànquing mundial      | Rànquing mundial        |
| ---------------- | ----------------------- | --------------------- | ----------------------- |
| 1                | Alexander Bury          | Maks Mirni (1)        | Belarús                 |
| 2                | Daniel Nestor (1)       | Vasek Pospisil *      | Canadà                  |
| 3                | Bob Bryan (3)           | Mike Bryan (3)        | Estats Units            |
| 4                | Michaël Llodra (5)      | Jo-Wilfried Tsonga *  | França                  |
| 5                | Janko Tipsarević *      | Nenad Zimonjić (6)    | Sèrbia                  |
| 6                | Leander Paes (7)        | Vishnu Vardhan *      | Índia                   |
| 7                | Mariusz Fyrstenberg (8) | Marcin Matkowski (9)  | Polònia                 |
| 8                | Johan Brunström         | Robert Lindstedt (10) | Suècia                  |
| Altres           |                         |                       |                         |
| 9                | Tomáš Berdych *         | Radek Štěpánek *      | República Txeca         |
| 10               | David Ferrer *          | Feliciano López       | Espanya                 |
| 11               | Roger Federer *         | Stanislas Wawrinka *  | Suïssa                  |
| 12               | Mahesh Bhupathi         | Rohan Bopanna         | Índia                   |
| 13               | Novak Djokovic *        | Victor Troicki *      | Sèrbia                  |
| 14               | Marcel Granollers       | Marc López f          | Espanya                 |
| 15               | Andy Murray *           | Jamie Murray          | Gran Bretanya           |
| 16               | Jürgen Melzer *         | Alexander Peya        | Àustria                 |
| 17               | Christopher Kas         | Philipp Petzschner    | Alemanya                |
| 18               | John Isner *            | Andy Roddick *        | Estats Units            |
| 19               | Daniele Bracciali       | Andreas Seppi *       | Itàlia                  |
| 20               | Julien Benneteau *      | Richard Gasquet *     | França                  |
| 21               | Marcelo Melo            | Bruno Soares          | Brasil                  |
| 22               | Colin Fleming           | Ross Hutchins         | Gran Bretanya           |
| 23               | Robin Haase *           | Jean-Julien Rojer     | Països Baixos           |
| 24               | Marin Čilić *           | Ivan Dodig *          | Croàcia                 |
| Places ITF       |                         |                       |                         |
| 25               | Kei Nishikori *         | Go Soeda *            | Japó                    |
| 26               | Jonathan Erlich         | Andy Ram              | Israel                  |
| 27               | Nikolai Davidenko *     | Mikhaïl Iujni *       | Rússia                  |
| 28               | Juan Sebastian Cabal    | Santiago Giraldo *    | Colòmbia                |
| 29               | David Nalbandian *      | Eduardo Schwank       | Argentina               |
| 30               | Horia Tecău             | Adrian Ungur *        | Romania                 |
| 31               | Martin Kližan *         | Lukáš Lacko *         | Eslovàquia              |
| 32               | Thomaz Bellucci *       | André Sá              | Brasil                  |

Entre parèntesis el rànquing mundial de dobles.
* Els tennistes ja classificats en categoria individual.

### Dobles femenins
La llista de parelles seleccionades fou publicada el 26 de juny de 2012.
| Núm.             | Parella                   | Parella                       | Comitè Olímpic Nacional |
| Rànquing mundial | Rànquing mundial          | Rànquing mundial              | Rànquing mundial        |
| ---------------- | ------------------------- | ----------------------------- | ----------------------- |
| 1                | Liezel Huber (1)          | Lisa Raymond (1)              | Estats Units            |
| 2                | Sara Errani (3)*          | Roberta Vinci (3)*            | Itàlia                  |
| 3                | Katarina Srebotnik (5)    | Andreja Klepač                | Eslovènia               |
| −                | Květa Peschke (5)         |                               | República Txeca         |
| 4                | Maria Kirilenko (7)*      | Nàdia Petrova *               | Rússia                  |
| 5                | Iaroslava Xvédova (8)*    | Galina Voskobóieva *          | Kazakhstan              |
| −                | Vania King (9)            |                               | Estats Units            |
| 6                | Ielena Vesninà (10)       | Iekaterina Makàrova           | Rússia                  |
| Altres           |                           |                               |                         |
| 7                | Angelique Kerber *        | Sabine Lisicki *              | Alemanya                |
| 8                | Andrea Hlaváčková         | Lucie Hradecká                | República Txeca         |
| 9                | Dominika Cibulková *      | Daniela Hantuchová *          | Eslovàquia              |
| 10               | Flavia Pennetta *         | Francesca Schiavone *         | Itàlia                  |
| 11               | Núria Llagostera Vives    | María José Martínez Sánchez * | Espanya                 |
| 12               | Petra Cetkovská *         | Lucie Šafářová *              | Repúblic Txeca          |
| 13               | Li Na *                   | Zhang Shuai                   | Xina                    |
| 14               | Peng Shuai *              | Zheng Jie *                   | Xina                    |
| 15               | Serena Williams *         | Venus Williams *              | Estats Units            |
| 16               | Anabel Medina Garrigues * | Arantxa Parra Santonja        | Espanya                 |
| 17               | Jarmila Gajdošová         | Anastassia Rodiónova          | Austràlia               |
| 18               | Julia Görges *            | Anna-Lena Grönefeld g         | Alemanya                |
| 19               | Gisela Dulko              | Paola Suárez                  | Argentina               |
| 20               | Agnieszka Radwańska *     | Urszula Radwańska *           | Polònia                 |
| 21               | Casey Dellacqua           | Samantha Stosur *             | Austràlia               |
| −                | Irina-Camelia Begu *      | Monica Niculescu *d           | Romania                 |
| 22               | Klaudia Jans-Ignacik      | Alicja Rosolska               | Polònia                 |
| 23               | Sorana Cîrstea *          | Simona Halep *                | Romania                 |
| −                | Alona Bondarenko *di      | Katerina Bondarenko *         | Ucraïna                 |
| 24               | −                         | −                             | −                       |
| Places ITF       |                           |                               |                         |
| 25               | Stéphanie Dubois          | Aleksandra Wozniak *          | Canadà                  |
| 26               | Alizé Cornet *            | Kristina Mladenovic           | França                  |
| 27               | Margalita Chakhnashvili   | Anna Tatishvili *             | Geòrgia                 |
| 28               | Laura Robson *            | Heather Watson *              | Gran Bretanya           |
| 29               | Anne Keothavong *d        | Elena Baltacha *              | Gran Bretanya           |
| 30               | Timea Babos *             | Ágnes Szávay *                | Hongria                 |
| 31               | Rushmi Chakravarthi       | Sania Mirza                   | Índia                   |
| 32               | Chuang Chia-Jung          | Hsieh Su-Wei *                | República de la Xina    |

Entre parèntesis el rànquing mundial de dobles.
* Les tennistes ja classificades en categoria individual.

### Dobles mixtos
La llista de parelles seleccionades fou publicada el 31 de juliol de 2012.
| Núm.       | Parella             | Parella               | Comitè Olímpic Nacional |
| ---------- | ------------------- | --------------------- | ----------------------- |
| 1          | Viktória Azàrenka   | Maks Mirni            | Belarús                 |
| 2          | Liezel Huber        | Bob Bryan             | Estats Units            |
| 3          | Lisa Raymond        | Mike Bryan            | Estats Units            |
| 4          | Agnieszka Radwańska | Marcin Matkowski      | Polònia                 |
| 5          | Sania Mirza         | Leander Paes          | Índia                   |
| 6          | Ana Ivanović        | Nenad Zimonjić        | Sèrbia                  |
| 7          | Gisela Dulko        | Juan Martín del Potro | Argentina               |
| 8          | Roberta Vinci       | Daniele Bracciali     | Itàlia                  |
| 9          | Lucie Hradecká      | Radek Štěpánek        | República Txeca         |
| 10         | Sara Errani         | Andreas Seppi         | Itàlia                  |
| 11         | Angelique Kerber    | Philipp Petzschner    | Alemanya                |
| 12         | Sabine Lisicki      | Christopher Kas       | Alemanya                |
| Places ITF |                     |                       |                         |
| 13         | Ielena Vesninà      | Mikhaïl Iujni         | Rússia                  |
| 14         | Sofia Arvidsson     | Robert Lindstedt      | Suècia                  |
| 15         | Laura Robson        | Andy Murray           | Gran Bretanya           |
| 16         | Samantha Stosur     | Lleyton Hewitt        | Austràlia               |

## Resum
| Comitè Olímpic Nacional | Masculí    | Masculí | Femení     | Femení | Mixtos | Total |
| Comitè Olímpic Nacional | Individual | Dobles  | Individual | Dobles | Mixtos | Total |
| ----------------------- | ---------- | ------- | ---------- | ------ | ------ | ----- |
| Alemanya                | 1          | 2(1)    | 4          | 4(1)   | 4      | 7     |
| Argentina               | 4          | 2(1)    | 0          | 2(2)   | 2      | 7     |
| Austràlia               | 2          | 0       | 1          | 4(3)   | 2      | 6     |
| Àustria                 | 1          | 2(1)    | 1          | 0      | 0      | 3     |
| Bèlgica                 | 3          | 0       | 2          | 0      | 0      | 5     |
| Belarús                 | 0          | 2(2)    | 1          | 0      | 2      | 3     |
| Brasil                  | 1          | 4(3)    | 0          | 0      | 0      | 4     |
| Bulgària                | 1          | 0       | 1          | 0      | 0      | 2     |
| Canadà                  | 2          | 2(1)    | 1          | 2(1)   | 0      | 5     |
| Colòmbia                | 2          | 2(1)    | 1          | 0      | 0      | 4     |
| Croàcia                 | 2          | 2(0)    | 0          | 0      | 0      | 2     |
| Dinamarca               | 0          | 0       | 1          | 0      | 0      | 1     |
| Eslovàquia              | 2          | 2(0)    | 2          | 2(0)   | 0      | 4     |
| Eslovènia               | 1          | 0       | 1          | 2(2)   | 0      | 4     |
| Espanya                 | 4          | 4(2)    | 4          | 4(2)   | 0      | 11    |
| Estats Units            | 4          | 4(2)    | 4          | 4(2)   | 4      | 12    |
| Finlàndia               | 1          | 0       | 0          | 0      | 0      | 1     |
| França                  | 4          | 4(1)    | 1          | 2(1)   | 0      | 8     |
| Geòrgia                 | 0          | 0       | 1          | 2(1)   | 0      | 2     |
| Gran Bretanya           | 1          | 4(3)    | 4          | 4(0)   | 2      | 8     |
| Hongria                 | 0          | 0       | 2          | 2(0)   | 0      | 2     |
| Índia                   | 2          | 4(3)    | 0          | 2(2)   | 2      | 7     |
| Israel                  | 0          | 2(2)    | 1          | 0      | 0      | 3     |
| Itàlia                  | 2          | 2(1)    | 4          | 4(0)   | 4      | 7     |
| Japó                    | 3          | 2(0)    | 0          | 0      | 0      | 3     |
| Kazakhstan              | 1          | 0       | 2          | 2(0)   | 0      | 3     |
| Liechtenstein           | 0          | 0       | 1          | 0      | 0      | 1     |
| Luxemburg               | 1          | 0       | 0          | 0      | 0      | 1     |
| Nova Zelanda            | 0          | 0       | 1          | 0      | 0      | 1     |
| Països Baixos           | 1          | 2(1)    | 0          | 0      | 0      | 2     |
| Paraguai                | 0          | 0       | 1          | 0      | 0      | 1     |
| Polònia                 | 1          | 2(2)    | 2          | 4(2)   | 2      | 7     |
| Romania                 | 1          | 2(1)    | 3          | 2(0)   | 0      | 5     |
| Rússia                  | 4          | 2(0)    | 4          | 4(2)   | 2      | 10    |
| Sèrbia                  | 3          | 4(1)    | 2          | 0      | 2      | 6     |
| Suècia                  | 0          | 2(2)    | 1          | 0      | 2      | 3     |
| Suïssa                  | 2          | 2(0)    | 0          | 0      | 0      | 2     |
| Tunísia                 | 1          | 0       | 1          | 0      | 0      | 2     |
| República Txeca         | 2          | 2(0)    | 4          | 4(2)   | 2      | 8     |
| Ucraïna                 | 1          | 0       | 1          | 0      | 0      | 2     |
| Uzbekistan              | 1          | 0       | 0          | 0      | 0      | 1     |
| Xina                    | 0          | 0       | 3          | 4(1)   | 0      | 4     |
| República de la Xina    | 1          | 0       | 1          | 2(1)   | 0      | 3     |
| Xipre                   | 1          | 0       | 0          | 0      | 0      | 1     |
| Total: 44 CONs          | 64         | 64(31)  | 64         | 62(25) | 32     | 184   |

- En parèntesis els participants només en dobles.